# Баґениця
Баґениця (пол. Bagienica) — село в Польщі, у гміні Ґостицин Тухольського повіту Куявсько-Поморського воєводства.
Населення — 289 осіб (2011).
У 1975-1998 роках село належало до Бидгощського воєводства.

## Демографія
Демографічна структура станом на 31 березня 2011 року:
|          | Загалом | Допрацездатний вік | Працездатний вік | Постпрацездатний вік |
| -------- | ------- | ------------------ | ---------------- | -------------------- |
| Чоловіки | 137     | 30                 | 98               | 9                    |
| Жінки    | 152     | 43                 | 79               | 30                   |
| Разом    | 289     | 73                 | 177              | 39                   |